# 東備消防組合
東備消防組合（とうびしょうぼうくみあい）は、岡山県備前市西片上2039に本部を置く消防本部である。岡山県南東部、備前市と和気町を管轄している。
2000年（平成12年）に庁舎の移転等を実施し、現在の体制に代わる。現在、1本部1署3出張所となっている。

## 概要
- 消防署1カ所、出張所3カ所
- 主力機械（2015年3月31日現在）
  - 普通消防ポンプ自動車：3
  - 水槽付消防ポンプ自動車：2
  - はしご付消防自動車：1
  - 化学消防自動車：1
  - 高規格救急自動車：5
  - 救助工作車：1
  - 指揮車：1
  - 広報車・連絡車：6
  - 人員輸送車：1

## 消防署
| 消防署     | 住所                 | 出張所                                                                                  |
| ---------- | -------------------- | --------------------------------------------------------------------------------------- |
| 東備消防署 | 備前市西片上2039番地 | 東部：備前市吉永町福満786番地1 南部：備前市穂浪2541番地16 北部：和気郡和気町岩戸80番地1 |